# Kaliumferraat(VI)
Kaliumferraat (K2FeO4) is het kaliumzout van ijzer. Dit paramagnetisch anorganisch zout bestaat uit twee kaliumionen (K+) en een ferraat(VI)-ion (FeO42−) en komt voor als een paarse tot donkerpaarse vaste stof. Het grote probleem met kaliumferraat is dat het soms te reactief is, aangezien de stof ontleedt in contact met water.
Het is een vrij zeldzaam voorbeeld van een verbinding met ijzer, waarvan het oxidatiegetal +VI is. In de meeste van zijn verbindingen heeft ijzer +II of +III als oxidatiegetal. Mede door deze hoge oxidatietoestand, is FeO42− een vrij sterke oxidator en dus zeer reactief.
Kaliumferraat is zeer populair in de zogenaamde groene chemie, omwille van zijn bijproducten, ijzeroxiden, die onschadelijk zijn voor het milieu. Dit in tegenstelling met sommige andere anionen, zoals chromaat, die juist zeer schadelijk zijn voor het milieu.

## Synthese
Georg Ernst Stahl ontdekte reeds dat het verwarmen van kaliumnitraat (KNO3) en ijzerpoeder, opgelost in water, een paarse oplossing gaf. Edmond Frémy dat het mengsel van kaliumhydroxide (KOH) en driewaardig ijzer (Fe3+) een verbinding gaf die oplosbaar was in water. De samenstelling ervan kwam overeen met die van kaliumpermanganaat (KMnO4).
In een laboratorium wordt kaliumferraat bereid door het oxideren van een basische oplossing van een Fe3+-zout met bleekloog.